# Tony Massenburg
Tony Arnel Massenburg (Sussex, 31 luglio 1967) è un ex cestista statunitense, professionista nella NBA, in Italia e in Spagna.

## Carriera
È stato selezionato dai San Antonio Spurs al secondo giro del Draft NBA 1990 (43ª scelta assoluta).

## Statistiche

### College
| Anno      | Squadra            | PG  | PT | MP   | TC%  | 3P% | TL%  | RP   | AP  | PRP | SP  | PP   |
| --------- | ------------------ | --- | -- | ---- | ---- | --- | ---- | ---- | --- | --- | --- | ---- |
| 1985-1986 | Maryland Terrapins | 29  | 8  | 12,0 | 50,0 | -   | 56,3 | 2,1  | 0,0 | 0,3 | 0,4 | 2,9  |
| 1987-1988 | Maryland Terrapins | 23  | 16 | 26,8 | 52,0 | -   | 57,3 | 5,3  | 0,4 | 0,4 | 1,0 | 10,1 |
| 1988-1989 | Maryland Terrapins | 29  | 29 | 34,5 | 55,0 | 0,0 | 60,0 | 7,8  | 0,7 | 0,5 | 0,9 | 16,6 |
| 1989-1990 | Maryland Terrapins | 31  | 30 | 31,4 | 50,5 | 0,0 | 72,1 | 10,1 | 0,6 | 0,9 | 1,2 | 18,0 |
| Carriera  | Carriera           | 112 | 83 | 26,2 | 52,3 | 0,0 | 64,3 | 6,4  | 0,5 | 0,5 | 0,9 | 12,1 |

### NBA

#### Regular season
| Anno       | Squadra             | PG  | PT  | MP   | TC%  | 3P% | TL%  | RP  | AP  | PRP | SP  | PP   |
| ---------- | ------------------- | --- | --- | ---- | ---- | --- | ---- | --- | --- | --- | --- | ---- |
| 1990-1991  | San Antonio Spurs   | 35  | 0   | 4,6  | 45,0 | -   | 62,2 | 1,7 | 0,1 | 0,1 | 0,3 | 2,3  |
| 1991-1992  | San Antonio Spurs   | 1   | 0   | 9,0  | 20,0 | -   | -    | 0,0 | 0,0 | 0,0 | 0,0 | 2,9  |
| 1991-1992  | Charlotte Hornets   | 3   | 0   | 4,3  | 0,0  | -   | 50,0 | 1,3 | 0,0 | 0,3 | 0,0 | 0,3  |
| 1991-1992  | Boston Celtics      | 7   | 0   | 6,6  | 44,4 | -   | 50,0 | 1,3 | 0,0 | 0,0 | 0,1 | 1,4  |
| 1991-1992  | G.S. Warriors       | 7   | 0   | 3,1  | 62,5 | -   | 66,7 | 1,7 | 0,0 | 0,0 | 0,0 | 2,3  |
| 1994-1995  | L.A. Clippers       | 80  | 50  | 26,6 | 46,9 | 0,0 | 75,3 | 5,7 | 0,8 | 0,6 | 0,7 | 9,3  |
| 1995-1996  | Toronto Raptors     | 24  | 20  | 27,5 | 51,0 | -   | 66,2 | 6,9 | 0,8 | 0,5 | 0,4 | 10,1 |
| 1995-1996  | Philadelphia 76ers  | 30  | 8   | 26,8 | 48,3 | 0,0 | 73,9 | 6,2 | 0,4 | 0,5 | 0,4 | 9,9  |
| 1996-1997  | N.J. Nets           | 79  | 49  | 24,7 | 48,5 | 0,0 | 63,1 | 6,5 | 0,3 | 0,5 | 0,6 | 7,2  |
| 1997-1998  | Vancouver Grizzlies | 61  | 13  | 14,7 | 47,9 | -   | 73,0 | 3,8 | 0,3 | 0,4 | 0,4 | 6,5  |
| 1998-1999  | Vancouver Grizzlies | 43  | 35  | 26,6 | 48,7 | 0,0 | 66,5 | 6,0 | 0,5 | 0,6 | 0,9 | 11,2 |
| 1999-2000  | Houston Rockets     | 10  | 0   | 10,9 | 44,4 | -   | 87,5 | 2,7 | 0,3 | 0,2 | 0,5 | 4,6  |
| 2000-2001  | Vancouver Grizzlies | 52  | 20  | 15,8 | 46,2 | -   | 70,0 | 4,0 | 0,2 | 0,2 | 0,5 | 4,5  |
| 2001-2002  | Memphis Grizzlies   | 73  | 31  | 17,1 | 45,6 | 100 | 71,8 | 4,4 | 0,4 | 0,4 | 0,4 | 5,5  |
| 2002-2003  | Utah Jazz           | 58  | 1   | 13,7 | 44,8 | -   | 77,4 | 2,7 | 0,3 | 0,3 | 0,3 | 4,7  |
| 2003-2004  | Sacramento Kings    | 59  | 0   | 13,4 | 47,5 | 0,0 | 68,3 | 3,2 | 0,5 | 0,2 | 0,3 | 4,3  |
| 2004-2005† | San Antonio Spurs   | 61  | 6   | 11,5 | 40,7 | -   | 76,2 | 2,7 | 0,2 | 0,3 | 0,3 | 3,2  |
| Carriera   | Carriera            | 683 | 233 | 18,0 | 47,0 | 9,1 | 70,5 | 4,3 | 0,4 | 0,4 | 0,5 | 6,2  |

#### Play-off
| Anno     | Squadra           | PG | PT | MP   | TC%  | 3P% | TL%  | RP  | AP  | PRP | SP  | PP  |
| -------- | ----------------- | -- | -- | ---- | ---- | --- | ---- | --- | --- | --- | --- | --- |
| 1991     | San Antonio Spurs | 1  | 0  | 1,0  | -    | -   | -    | 0,0 | 0,0 | 0,0 | 0,0 | 0,0 |
| 2003     | Utah Jazz         | 5  | 0  | 14,0 | 47,6 | -   | 55,6 | 4,2 | 0,4 | 0,0 | 0,8 | 5,0 |
| 2005†    | San Antonio Spurs | 9  | 0  | 3,1  | 16,7 | -   | 50,0 | 1,2 | 0,0 | 0,0 | 0,0 | 0,3 |
| Carriera | Carriera          | 15 | 0  | 6,6  | 40,7 | -   | 54,5 | 2,1 | 0,1 | 0,0 | 0,3 | 1,9 |

## Palmarès
- Campionato NBA: 1

San Antonio Spurs: 2005
- Copa del Rey: 1

Barcellona: 1994
- Liga catalana: 1

Barcellona: 1993